# Zbraň hromadného ničení
Zbraně hromadného ničení (zkratkou ZHN, anglicky WMD, weapons of mass destruction) jsou zbraně, které jsou navržené tak, aby byly schopny usmrtit velké množství lidí nebo způsobit velké materiální škody. Jsou určeny k ničení civilních i vojenských cílů a zpravidla konstruovány tak, že to znemožňuje či velmi ztěžuje jejich taktické užití proti čistě vojenským cílům.
Obecně se za zbraně hromadného ničení označují jaderné zbraně (včetně radiologických), biologické zbraně a chemické zbraně, avšak tento náhled je pouze obecný a všeobecně nepřijímaný – např. chemické nebo jaderné zbraně taktických parametrů (například jaderná dělostřelecká munice, torpédo s nukleární hlavicí), které jsou použity v rámci bojové akce proti vojenským cílům, nejsou podle náhledu některých států a doktrín za zbraně hromadného ničení považovány.

## Definice NATO
Podle definice NATO jsou ZHN "zbraně s vysoce ničivými účinky, které mohou být použity k rozsáhlému ničení živé síly, infrastruktury nebo jiných zdrojů. Jde o souhrnný výraz pro jaderné, biologické a chemické zbraně."

## Příklady užití ZHN
- použití yperitu v první světové válce
- svržení atomových bomb na Hirošimu a Nagasaki za druhé světové války Američany
- použití chemických zbraní proti kurdským městům během občanské války v Iráku Saddámem Husajnem

## Omezování
Proti další výrobě ZHN a jejich rozšiřování je zaměřena řada mezinárodních dohod a smluv.
Příkladem je definice embarga na zboží dvojího užití, Ženevský protokol (1925), ženevská úmluva BWC (1975), úmluva CWC (1993), smlouvy NPT /1968), TPNW (2017), ABMT (1972), SALT, START a další.
V ČR platí například Zákon č. 19/1997 o některých opatřeních souvisejících se zákazem chemických zbraní, Zákon č. 281/2002 o některých opatřeních souvisejících se zákazem bakteriologických (biologických) a toxinových zbraní a řada dalších. 